# Gurf Morlix
Gurf Morlix (Buffalo (New York), 1951) is een Amerikaanse multi-instrumentalist, zanger, en muziekproducer die al enige jaren in Austin (Texas) woont. Hij heeft met veel bekende Americana- en (alternative) countrymuzikanten samengewerkt. Zijn meest noemenswaardige werk omvat albums van Lucinda Williams, Robert Earl Keen, Mary Gauthier, Ray Wylie Hubbard, en Slaid Cleaves. De instrumenten die hij bespeelt zijn onder andere gitaar, basgitaar, mandoline, mandoloncello, dobro, pedal steel, Weissenborn, banjo, mondharmonica, en drums. Morlix is opgenomen in de Austin Music Awards Hall of Fame (2004) en de Buffalo Music Hall of Fame (2005).

## Carrière
Gurf Morlix kwam, in tegenstelling tot veel professionele muzikanten, niet uit een muzikaal gezin. Hij leerde bas spelen toen hij op de lagere school zat, en de Britse invasie had grote invloed op zijn muzikale voorkeuren. Na het horen van Cathy's Clown van de Everly Brothers en het zien van een optreden van The Beatles in de show van Ed Sullivan was het hem duidelijk dat zijn toekomst in de muziek lag. Op zijn zestiende begon hij op te treden in bars in Buffalo. Daar ontwikkelde hij een voorkeur voor de muziek van Hank Williams. Omdat het in Buffalo moeilijk was om leden voor een band te vinden, verhuisde Morlix in 1975 naar Texas en trad daar aanvankelijk op met Buddy en Julie Miller, Stevenson en Blaze Foley.
Hij maakte in 1981 zijn platendebuut als bassist op Shameless Love van Eric Taylor. Toen hij in datzelfde jaar naar Los Angeles verhuisde, speelde hij daar samen met Dwight Yoakam, Jim Lauderdale, de Millers en uiteindelijk Lucinda Williams, evenals hij een muzikant uit Texas. Hij werd elf jaar - van 1985 tot 1996 - haar begeleider en produceerde haar albums, maar haakte in 1996 uit frustratie over het voortdurend uitstellen van haar nieuwe album Car Wheels on a Gravel Road af als producer. Morlix had nog wel meegespeeld op enkele nummers van het album dat uiteindelijk in 1998 verscheen. In 1990 begeleidde hij Warren Zevon tijdens diens tournee. Morlix keerde in 1991 terug naar Austin, waar hij eind 1999 zijn Rootball-studio vestigde. Daar richtte hij zich op het produceren van albums voor andere artiesten en werkte tussendoor aan een reeks solo-albums. Zijn debuutalbum Toad Of Titicaca (2000) was het eerste album dat daar werd opgenomen, maar Broke Down (2000) van Slaid Cleaves was het eerste daar opgenomen album dat werd uitgebracht.

## Optredens in Nederland en België
Morlix treedt af en toe op in de lage landen, zoals op Blue Highways in Utrecht (april 2003), in Toogenblik in Brussel, op de Bluesdagen in Assen en in Paradiso in Amsterdam (januari en februari 2009).

## Discografie

### Soloalbums
- Toad of Titicaca (2000)
- Fishin' in the Muddy (2002)
- Cut 'N Shoot (2004)
- Diamonds to Dust (2007)
- Birth to Boneyard (2008) [instrumentale versie van Diamonds To Dust]
- Last Exit to Happyland (2009)
- Blaze Foley‘s 113th wet dream (2011)

### Overig
Morlix heeft veel album van andere artiesten geproduceerd, en speelt op een groot aantal albums mee.